# Mary Harris
Mary Harris, más conocida como Mother Jones y como "Grandmother of agitators" (Cork, Irlanda; 1 de agosto de 1837-Silver Spring, Maryland, Estados Unidos; 30 de noviembre de 1930) fue una profesora de escuela y costurera estadounidense nacida en Irlanda quien se convirtió en una prominente organizadora sindical y comunitaria. Ayudó a coordinar importantes huelgas y fue cofundadora de la organización Trabajadores Industriales del Mundo.
Jones trabajó como profesora y costurera, pero luego de la muerte de su esposo y sus cuatro hijos debido a la fiebre amarilla en 1867, y dado que su taller de costura fue destruido en el Gran Incendio de Chicago de 1871, a la edad de 60 años, se hizo conocida como la activista social 'Mother Jones'. En 1902 fue llamada "la mujer más peligrosa de Norteamérica" debido a su éxito en la organización de trabajadores mineros y sus familias en contra de los dueños de las mineras. En 1903, cuando contaba 73 años, para protestar por la negligente aplicación de las leyes de trabajo infantil en las minas de Pensilvania y las fábricas de seda, organizó y lideró la Marcha de los Niños contra el trabajo infantil desde Filadelfia a la residencia del Presidente Theodore Roosevelt en Nueva York.
La revista Mother Jones, creada en 1970, fue nombrada en su honor.

## Sus primeros años

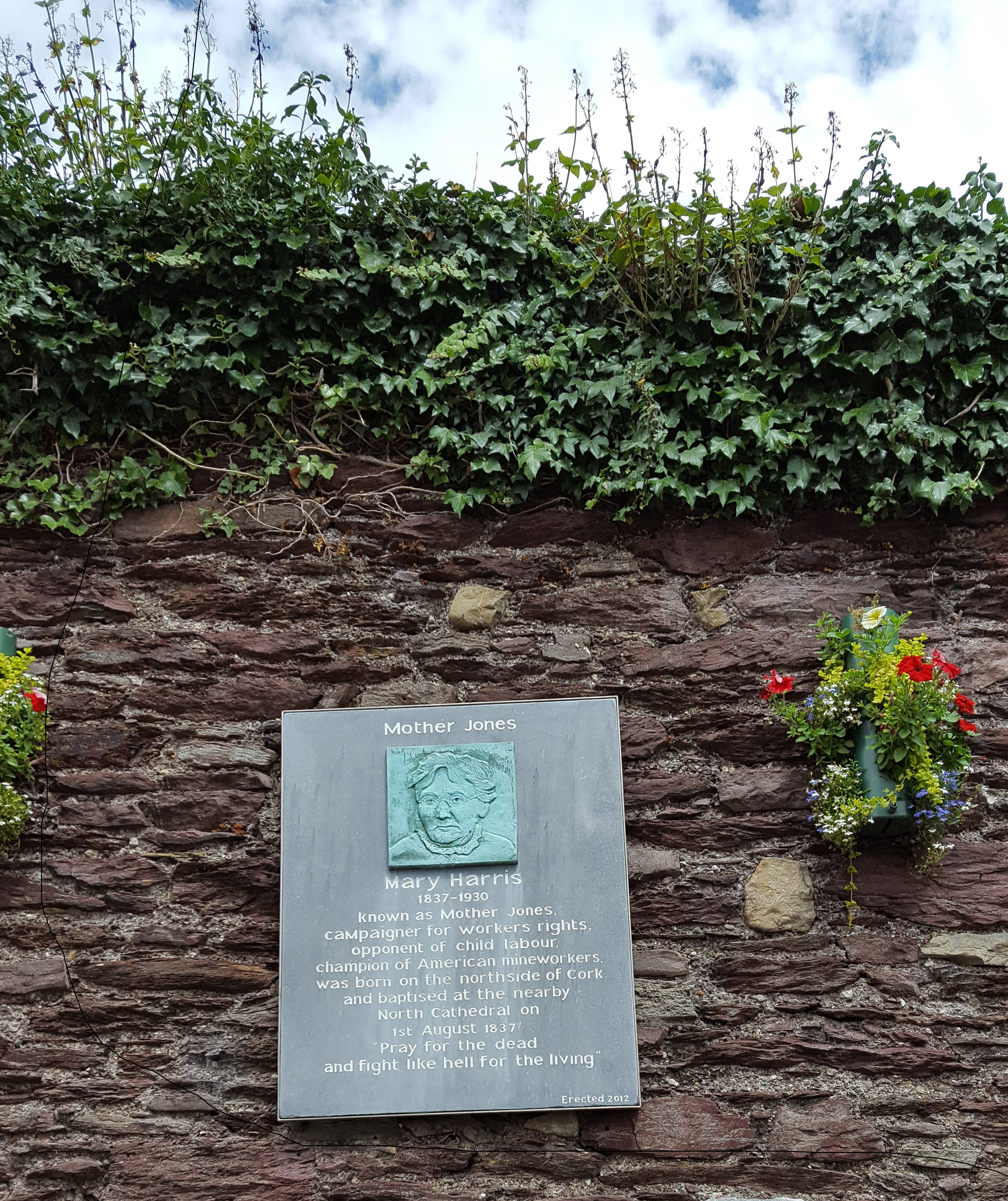
Mother Jones Memorial en Cork, Irlanda

Mary Harris Jones nació en la parte norte de la ciudad de Cork, Irlanda, hija de padres católicos arrendatarios agrícolas, Richard Harris y Ellen (de soltera Cotter) Harris. No se conoce su fecha exacta de nacimiento; fue bautizada el 1 de agosto de 1837. Mary Harris y su familia fueron víctimas de la Gran Hambruna, como lo fueron muchas otras familias irlandesas. La hambruna empujó a más de un millón de familias, incluida a los Harris, a emigrar a Norteamérica. Debido a las muertas por inanición y la masiva emigración, la población de Irlanda se redujo aproximadamente entre un 20-25 %.

## Sus años de formación

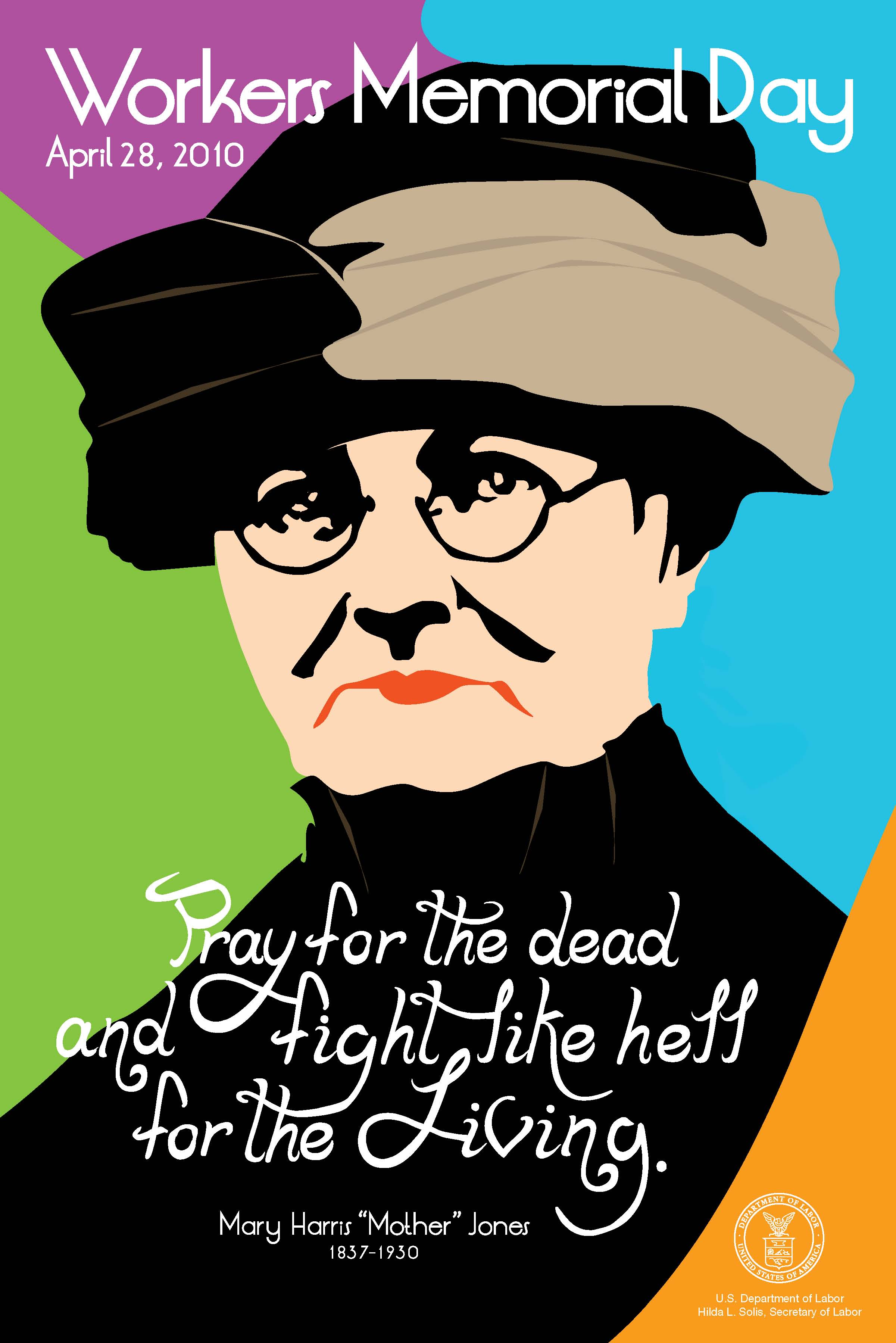
Póster del Departamento de Trabajo de los Estados Unidos, año 2010.

Mary era una adolescente cuando su familia emigró a Canadá. En Canadá (y luego en los Estados Unidos), la familia Harris fue víctima de discriminación debido a su estatus migratorio, tanto como por su religión Católica. Mary recibió su educación en la Escuela Normal de Toronto, que era gratuita e incluso otorgaba un estipendio para cada estudiante de un dólar semanal por cada semestre completado. Así que no solo estudiaba gratuitamente y obtenía su título, sino que también se le pagaba por hacerlo. A la edad de veintitrés se fue a vivir a Estados Unidos, y se convirtió en profesora en un convento en Monroe, Míchigan, donde se le pagaba ocho dólares por mes, pero la escuela fue descrita como un "lugar deprimente". Luego de cansarse de su profesión asumida, se mudó primero a Chicago y luego a Memphis, Tennessee, donde en 1861 se casó con George E. Jones, miembro y organizador del Sindicato Nacional de Fundidores de Hierro, que luego se convirtió en el Sindicato Internacional de Trabajadores de Fundición de los Estados Unidos, que representaba a los trabajadores especializados en la construcción y reparación de máquinas a vapor, molinos y otros bienes manufacturados. Mary decidió dejar la profesión de la enseñanza y finalmente abrió un taller de costura en Memphis, en la víspera de la Guerra Civil.
Hubo dos puntos de quiebre en su vida. El primero, y el más trágico, fue la pérdida de su esposo George y sus cuatro hijos, tres niñas y un niño (todos menores de cinco años) en 1867, durante la epidemia de fiebre amarilla en Memphis. Luego de esa tragedia, regresó a Chicago para comenzar otro taller de costura. Y cuatro años más tarde, perdió su hogar, su taller de costura, y sus posesiones en el Gran Incendio de Chicago de 1871. Este gran incendio destruyó muchos hogares y comercios. Jones, al igual que otros, ayudó a reconstruir la ciudad. De acuerdo a su autobiografía, esto la llevó a unirse a los Caballeros del Trabajo, y así comenzó a organizar huelgas. Inicialmente las huelgas y las protestas fallaron fatalmente, y normalmente terminaban con disparos de la policía por lo que morían muchos de los manifestantes. El disturbio de Haymarket en 1886 y el miedo al anarquismo y la agitación incitada por las organizaciones sindicales llevaron a la desaparición de los Caballeros del Trabajo. Una vez que esta agrupación dejó de existir, Mary Jones se involucró principalmente en el sindicato de los Trabajadores Mineros Unidos (UMW). Frecuentemente lideró las huelgas del UMW en los piquetes, motivando a los trabajadores para que permanecieran en la huelga cuando la administración llevaba a rompehuelgas y a milicias, pues creía fuertemente que "los trabajadores se merecían un salario que les permitiera a sus mujeres permanecer en sus casas y cuidar de sus hijos". Por este tiempo, las huelgas se volvieron mejor organizadas y comenzaron a producirse grandes conquistas, como la obtención de mejores salarios para los trabajadores.
Otra fuente de su transformación en una organizadora, de acuerdo a su biógrafo Elliot Gorn, fue su formación temprana como católica y la relación con su hermano, el Padre William Richard Harris, quien fue profesor, escritor y sacerdote católico, y decano en la Península del Niágara (en Santa Catalina) de la Diósesis de Toronto, y quien fue "uno de los más conocidos clérigos de Toronto", pero de quien ella estaba supuestamente distanciada. Sus puntos de vista políticos puede que hayan influenciado la huelga de los ferrocarriles de 1877, el movimiento sindical de Chicago, los disturbios de Haymarket, y el desarrollo de la depresión de 1886.
Muy activa como organizadora y educadora en las huelgas a lo largo del país en ese tiempo, estuvo particularmente envuelta con los Trabajadores Mineros Unidos y el Partido Socialista de los Estados Unidos. Como una organizadora sindical, ganó prominencia por organizar a las esposas e hijos de los trabajadores en huelga en demostraciones en su representación. Por estas actividades fue señalada como "la mujer más peligrosa de los Estados Unidos" por el fiscal distrital de Virginia Occidental Reese Blizzard, en 1902, en un juicio, por ignorar una orden prohibiendo las reuniones de mineros en huelga. "Ahí se sienta la mujer más peligrosa de los Estados Unidos", anunció Blizzard. "Viene a un estado donde reinan la paz y la prosperidad… dobla sus dedos (y) veinte mil felices hombres bajan sus herramientas y salen", declaró el fiscal.
Jones estaba ideológicamente separada de muchas otras mujeres activistas en los días previos a la Decimonovena Enmienda, debido a su aversión al sufragio femenino. Fue citada cuando dijo "¡ustedes no necesitan votar para armar un incendio!" Su oposición a que las mujeres tomaran un rol activo en la política se basaba en su creencia de que una maternidad descuidada era la principal causa de la delincuencia juvenil. Fue conocida como una oradora carismática y efectiva a lo largo de su carrera, una oradora pública apasionada, que daría vida a su retórica con caracteres reales y legendarios, y con métodos humorísticos que encolerizaban a las masas, haciendo uso de obscenidades, y usando apodos y humor. Usualmente usaba utilería, ayudas visuales y tretas dramáticas para esos efectos. Su oratoria por lo general involucraba lo relacionado con algunas historias personales, en las cuales invariablemente ella mostraba una forma u otra de autoridad. En alguna ocasión, se dirigió a un grupo de huelguistas quienes habían dejado una iglesia donde el sacerdote había predicado que deberían regresar a trabajar, y que su premio estaría en el cielo. Mother Jones, dirigiéndose al mismo público en un campo abierto, les recordó que estaban en huelga para que ellos y sus familias pudieran tener un pedazo de cielo (aquí en la tierra) antes de que murieran. Despreció a sacerdotes y ministros, refiriéndose a ellos como "pilotos del cielo". Y declarándose como agnóstica, decía que "el trabajo debe ser la propia religión". Se ha dicho que Mother Jones tenía un hermoso acento irlandés que se mostraba muy bien. Cuando se emocionaba, su voz no se volvía estridente. En vez de eso, bajaba su tono, y su intensidad se volvía de todo menos palpable.

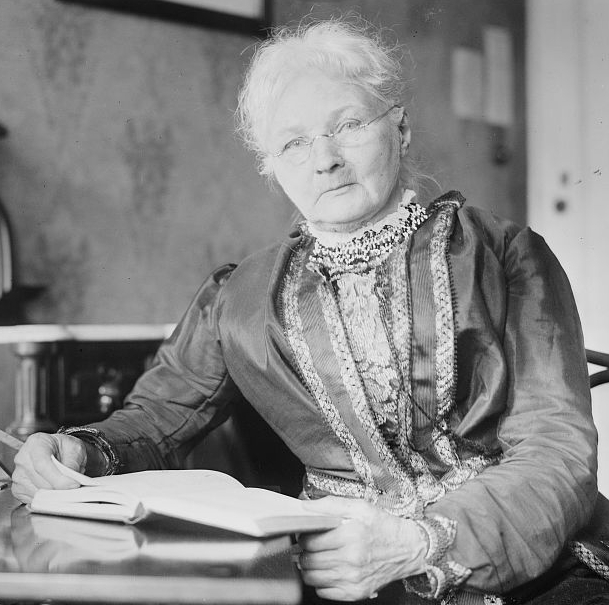
Mary Harris Jones fue denunciada en el senado estadounidense por encarnar a la "abuela de todos los agitadores".

A la edad de 60 años, terminó por asumir cariñosamente la personalidad de "Mother Jones", reclamando que era más vieja que lo que en realidad era, usando vestidos anticuados negros, y refiriéndose a los trabajadores varones que ayudaba como "sus muchachos". La primera referencia de ella impresa como 'Mother Jones' fue en 1897.

## Legado
Según el historiador laboral Melvyn Dubofsky:
De hecho, su fama como radical se basa en una base histórica inestable. Una mujer que acusó públicamente a los funcionarios de la UMW de vender a sus seguidores a la clase capitalista, negoció amigablemente con John D. Rockefeller. Jr., después de la masacre de Ludlow de 1914 ... Famosa por alistar a las esposas de los trabajadores en la lucha laboral, se opuso al sufragio femenino e insistió en que el lugar de la mujer estaba en el hogar ... Era simple y esencialmente una individualista, quien eligió dedicar los últimos 30 años de una larga vida a la causa de la clase trabajadora. Su influencia en el movimiento obrero estadounidense fue, sin embargo, en gran medida simbólica: la imagen de una abuela, vestida con seriedad y de complexión ligera que no se inmutaba por los empleadores hostiles, sus pistoleros a sueldo o los funcionarios públicos contrarios al trabajo, intensificó la militancia de los trabajadores que la vieron o quienes vieron sus hechos o la escucharon.
- Las palabras de Jones todavía son invocadas por simpatizantes de los sindicatos más de un siglo después: "Recen por los muertos y luchen como el infierno por los vivos".[7] Ya conocida como "el ángel de los mineros" cuando fue denunciada en la asamblea del Senado de los Estados Unidos como la "abuela de todos los agitadores", respondió: "Espero vivir lo suficiente para ser la bisabuela de todos los agitadores".[8]
- Durante la amarga huelga de 1989-1990 de Pittston Coal en Virginia, Virginia Occidental y Kentucky, las esposas e hijas de los mineros del carbón en huelga, inspiradas en los relatos que aún sobreviven del legendario trabajo de Jones entre una generación anterior de los mineros del carbón de la región, se autodenominan las "Hijas de Mother Jones". Desempeñaron un papel crucial en los piquetes y en la presentación del caso de los mineros a la prensa y al público.[9]
- La revista Mother Jones se fundó en la década de 1970 y rápidamente se convirtió en "la revista radical más vendida de la década".[10]
- Hay una escuela primaria Mary Harris "Mother" Jones en Adelphi, Maryland.[11]
- Los estudiantes de la Wheeling Jesuit University, en Wheeling,  Virginia Occidental, pueden solicitar residir en la Mother Jones House, una casa de servicio fuera del campus. Los residentes realizan al menos diez horas de servicio comunitario cada semana y participan en cenas y eventos comunitarios.[12]
- En 1984, Mother Jones fue incluida en el Salón Nacional de la Fama de la Mujer de EE. UU..[13]
- Coincidiendo con el Día Internacional de la Mujer el 8 de marzo de 2010, el ayuntamiento de la ciudad de Cork aprobó una propuesta del concejal Ted Tynan para que se erigiera una placa en su ciudad natal.[14] Miembros del comité de conmemoración de Mother Jones en cork inauguraron la placa el 1 de agosto de 2012[15]  en conmemoración del 175 aniversario de su nacimiento. Se celebró un Festival Mother Jones de Cork en el área de Shandon de la ciudad, cerca de su lugar de nacimiento, con numerosos oradores invitados.[16] El festival ahora se lleva a cabo anualmente alrededor del aniversario y ha llevado a una mayor conciencia del legado de Mother Jones y los vínculos entre admiradores en Irlanda y EE. UU.[17] Se realizó un documental, Mother Jones y sus hijos,  por Frameworks Films, con sede en Cork,[18] y se estrenó en el festival de Cork en 2014.
- El estado de Virginia Occidental conmemora el encarcelamiento de Mother Jones a través de un hito-marcador de Carretera Histórica. El marcador fue realizado por la División de Cultura e Historia de Virginia Occidental.  El marcador se encuentra en la ciudad de Pratt, justo al lado de la carretera 61 de Virginia Occidental.[19]
- En 2019, Mother Jones fue incluida en el National Mining Hall of Fame de EE. UU.[20]